# Spironolactonă
Spironolactona este un medicament diuretic folosit în general pentru tratarea edemelor cauzate de insuficiența cardiacă, ciroza hepatică și nefropatie. De asemenea, mai este utilizat pentru tratamentul hipertensiunii arteriale, hipokalemiei (concentrație scăzută de potasiu în sânge) care nu se îmbunătățește cu suplimente alimentare pe bază de potasiu, acneei și hirsutismului (pilozitate excesivă la femei). Modul de administrare este oral.
Spironolactona este frecvent utilizata ca o componentă a terapiei de substituție hormonală la femeile transgender.
Spironolactona scade semnificativ concentrațiile plasmatice ale testosteronului reducându-le la niveluri feminine.